# Piece of my soul
Piece of my soul is het vijfde album van Garou, uitgebracht op 6 mei 2008. Het is het eerste Engelstalige album van de Canadese zanger. De titel is ontleend aan het nummer Take a Piece of My Soul.
Garou werkte voor het album samen met een aantal grote namen uit de muziekindustrie. Het nummer Stand Up werd geschreven door Rob Thomas. First Day of My Life (een hit in Europa in 2006 voor Melanie C) is een nummer van Guy Chambers en Enrique Iglesias.

## Nummers
1. "Stand Up" (3:51)
2. "Accidental" (3:46)
3. "Burning" (3:19)
4. "Heaven's table" (3:16)
5. "All the way" (2:57)
6. "Take a piece of my soul" (3:17)
7. "What's the time in NYC" (4:18)
8. "You and I" (3:22)
9. "First day of my life" (4:08)
10. "Nothing else matters" (3:34)
11. "Back for more" (3:43)
12. "Beautiful regret" (3:30)
13. "Coming home" (3:36)